# KBO 리그 실점 관련 기록

## 통산 기록

### 개인 통산 최다 실점 순위
- 아래 기록은 2012년 시즌까지 기록이다.

(진한 색 줄은 현재 뛰고 있는 선수임)
| 순위 | 실점 | 선수 | 소속 | 출장 시즌 | 통산 경기수 | 주석 및 기타 |
| 1    |      |      |      |           |             |              |

### 최다 이닝 연속 무실점
| 기록      | 선수   | 소속          | 기간 및 상대팀                            | 주석 및 기타 |
| 45 ⅓ 이닝 | 김시진 | 삼성 라이온즈 |                                           |              |
| 49 ⅓ 이닝 | 선동열 | 해태          | 1986.08.27 광주 빙그레 - 04. 12 사직 롯데 | ?            |

## 1경기 기록
역대 한 경기 최다 실점 기록은 두산 김유봉이 1999년 8월 7일 대구 삼성전에서 기록한 14실점이다. 또 한 이닝 최다 실점은 롯데 장시환, 윤길현이 2019년 4월 7일 사직 한화전에서 기록한 16실점이다. 